# Línea 7 bis del Metro de París
La línea 7bis del metro de París tiene un breve recorrido que cubre parte del 19º distrito de París, situado al este.

## Historia
El 3 de diciembre de 1967, debido al fuerte desequilibrio de la demanda entre los dos ramales norte de la línea 7, se separó el ramal de Pré Saint-Gervais creando esta línea menor que se denominó 7 bis.

## Ampliaciones proyectadas
La fusión de las líneas 3 bis y 7 bis en una sola línea que se denominaría línea 19 está presente en la fase 1 del anteproyecto de infraestructuras (2013–2020). Esta fusión usaría la vía que usaba la línea lanzadera (N) y la vía «des Fêtes» permitiendo la apertura de la estación fantasma de Haxo. Este anteproyecto incluye en fase 2 una ampliación de la línea 7 bis a Château-Landon.

## Trazado y estaciones

### Lista de estaciones
|   |   |   |   |   | estaciones        | municipio          | correspondencia |
| - | - | - | - | - | ----------------- | ------------------ | --------------- |
|   |   | o |   |   | Louis Blanc       | X París            |                 |
|   |   | o |   |   | Jaurès            | X París, XIX París |                 |
|   |   | o |   |   | Bolívar           | XIX París          |                 |
|   |   | o |   |   | Buttes Chaumont   | XIX París          |                 |
|   |   | o |   |   | Botzaris          | XIX París          |                 |
| ⇃ |   |   | o | ↾ | Danube            | XIX París          |                 |
| ⇃ | o |   |   | ↾ | Place des Fêtes   | XIX París          |                 |
|   |   | o |   |   | Pré Saint-Gervais | XIX París          | (a distancia)   |

### Particularidades

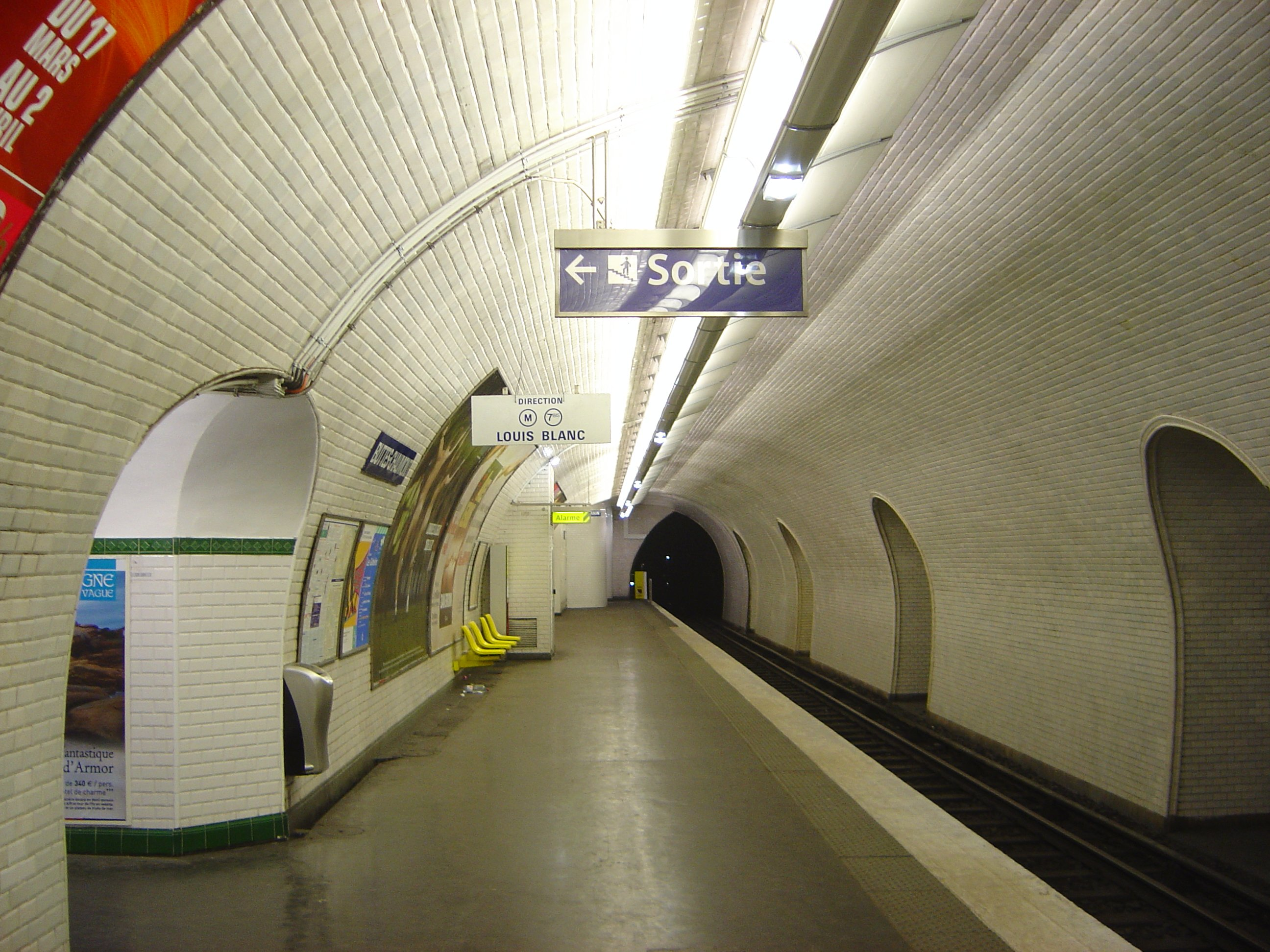
Andén de la estación de Buttes Chaumont en dirección Louis Blanc

- Sólo la línea 3 bis es más corta que la 7 bis.
- La estación de Place des Fêtes sólo tiene servicio en dirección Pré-Saint-Gervais, pero tiene dos vías y andén central porque la vía situada al norte sirve de apartadero.
- La línea 7bis atraviesa el barrio de Buttes Chaumont, con un suelo que contiene capas de yeso, lo que dificultó la excavación de los túneles. Con el fin de asegurar la estabilidad de la estación, Danube está sujeta por varios pilares de 30 m que reposan sobre una capa de suelo firme y Buttes Chaumont y Botzaris están construidas como dos semiestaciones separadas por un muro.
- La estación Haxo estaba pensada para enlazar las líneas 3bis y 7bis entre Place des Fêtes y Porte des Lilas para crear una línea única. La idea se abandonó en 1921, pero los andenes se construyeron en este tramo denominado vía «des Fêtes».
- La explotación de Louis Blanc estaba organizada en un principio para permitir una correspondencia en el mismo andén en los dos sentidos de la línea 7: el tren procedente de Pré-Saint-Gervais llegaba primero a la semiestación superior, descargaba viajeros y el andén servía para tomar la línea 7 en dirección sur Ivry / Villejuif, salía vacío hacia el túnel y tras hacer el bucle llegaba al andén de la semiestación inferior donde la correspondencia era en el propio andén para la línea 7 dirección norte, recogía viajeros y partía de nuevo hacia Pré-Saint-Gervais. Teniendo en cuenta la fragilidad del material móvil esta maniobra se ha simplificado de forma que el andén inferior no se usa más para esta línea, los trenes invierten la marcha en el andén superior.

### Enlaces
- Con la línea 7: en el extremo de Louis Blanc, en ambos sentidos hacia donde quedaría Château Landon.
- Con la línea 3 bis: por la vía de la antigua lanzadera Pré Saint-Gervais – Porte des Lilas a la entrada de la estación Pré Saint-Gervais (ya no se usa porque se ha instalado un taller de mantenimiento de los trenes) y por la vía «des Fêtes» entre Place des Fêtes y Pré Saint-Gervais, en punta.

- Datos: Q50749
- Multimedia: Paris Métro Line 7bis / Q50749